# Stiftung Umverteilen
Umverteilen! Stiftung für eine, solidarische Welt wurde 1986 in Berlin von Ulf Mann (10. September 1941 bis 23. Februar 2023), einem der Erben des Pharmaunternehmens Dr. Gerhard Mann, gegründet. Das Stiftungskapital betrug zu diesem Zeitpunkt 30 Millionen D-Mark. Sie fördert Internationalismus, kulturellen Austausch, Jugendarbeit, die Zusammenarbeit mit dem Globalen Süden und Umweltschutz.

## Struktur
Die Stiftung arbeitet mit fachbezogenen Arbeitskreisen ehrenamtlicher Mitarbeiter. Sie beschäftigt zwei hauptamtliche Mitarbeiter, die sich um Antragsabwicklung und Vermögensverwaltung kümmern. Die Arbeitsgruppen entscheiden über die Projektförderung, erarbeiten die Förderkriterien und Arbeitsgrundsätze der Stiftung.

## Arbeitsschwerpunkte
Die Stiftung fördert keine Einzelpersonen, sondern ausschließlich Projekte teils oder in Gänze, darunter auch Publikationen. Es findet keine institutionelle Dauerförderung statt. Die Stiftung kauft Grundstücke und Immobilien, um sie alternativen Projekten über Erbbaurechtsverträge zur Verfügung zu stellen, und finanziert mit dem Pachtzins Projekte in Entwicklungsländern. So kaufte die Stiftung im Jahr 2001 für 900.000 DM das Gebäude des Kulturzentrums „Acud“ in Berlin-Mitte und schloss mit Acud einen Erbbaurechtsvertrag über 50 Jahre ab. Das Haus wurde saniert und konnte als ein für Berlins Mitte „prägendes Projekt“ mit Kino, Galerie, Theater, Club und Jazzcafé erhalten bleiben. Im Bereich Informations-, Bildungs- und Kulturarbeit, der sich mit der politischen und sozialen Situation in der Dritten Welt beschäftigt, werden vorrangig kleine, basisorientierte NGO-Projekte unterstützt.
Aus den steuerfreien jährlichen Zins- und Pachteinnahmen der Stiftung, die um die 650.000 Euro betragen, wurden jährlich ca. 250 Projekte mitfinanziert. Ihre Haltung zur Unterstützung von Projekten im Globalen Süden ist in der Präambel der Satzung der Stiftung folgendermaßen formuliert:
Die Stiftung kooperiert bundesweit mit anderen Förderern. Zum Beispiel fördert sie zusammen mit der Bundeszentrale für politische Bildung, der Amadeu Antonio Stiftung und der Aktion Selbstbesteuerung „Re: Speech“, ein Medienprojekt aus Nordrhein-Westfalen der Medizinischen Flüchtlingshilfe Bochum e. V. Mit Brot für die Welt und Misereor u. a. kofinanziert sie Projekte von FIAN Deutschland.

### Arbeitsgruppen
- Entwicklungspolitische Bildungs- und Öffentlichkeitsarbeit
- Unterstützung von Projekten im globalen Süden mit Berücksichtigung eines frauenspezifischen Schwerpunkts in diesen Bereichen (AG Frauen):[21]
  - AG Asien
  - AG Afrika
  - AG Lateinamerika[22]
  - AG dritte Welt - Hier!
- AG Er-Fahren: Jugendarbeit Austausch- und Reiseprojekte deutsch-türkisch gemischter Schulklassen und Jugendgruppen, die in die Türkei führen.[23][24]

## Personen
- Annette C. Eckert ehemalige Stiftungsrätin
- Giyasettin Sayan ehemaliges Stiftungs-Mitglied

## Bekannte Förderungen
- Krebsmühle (Oberursel)[25][26]
- Kulturzentrum Faust
- M99 – Gemischtwarenladen mit Revolutionsbedarf

## Vernetzung
Die Stiftung ist Mitglied bei Attac und in dem Netzwerk „Wandelstiften“, in dem sich etwa 20 Förderer für Projekte des sozialökologischen Wandels zusammengeschlossen haben.